# Corneliu Buzinschi
Corneliu Buzinschi (n. 25 februarie 1937, Bacău, România – d. 27 mai 2001, București, România) a fost un scriitor român.

## Biografie
În perioada 1956-1961, a urmat cursurile Facultății de Istorie-Filosofie a Universității „Alexandru Ioan Cuza” din Iași. Buzinschi a debutat în 1963, în ziarul Steagul roșu din Bacău. Din 1967, a fost urmărit de Securitate, după ce a încercat să publice sceneta Nastratin Adevăratu în revista Cronica din Iași.
A fost căsătorit cu Carmen Florica Buzinschi (născută Krantz, redactor la Editura Didactică și Pedagogică din București), împreună au avut o fiică, poeta Anta Raluca Buzinschi (1964-1983), care a decedat la 19 ani.

## Lucrări scrise
- Secvențe dintr-o margine de lume (1966)
- Sfinții se vând cu bucata (1967)
- Strigătul (1967)
- Ochiul alb al visului (1969)
- Porunca cea mare (1970)
- Nuanța albastră a morții (Editura Albatros, Colecția Aventura, 1971)
- Hoții de vise (1972)
- Păcală și Tândală (1973)
- Duhul pământului- roman biografic despre Ion Creangă (1976)
- Contemporanii (1978)
- Divertisment cu măști (Editura Militară, Colecția Sfinx, 1980)
- Ocultism și harababură- articole publicate de Buzinschi în 1990 - 1997 în România liberă, Dreptatea, Alianța Civică, Baricada, Cuget, Ateneu etc.
- Aventuri cu Varahil (Călătorii în lumea copilăriei)  (1996),
- Noaptea umbrelor (nuvele, Editura Eminescu, 1998)
- Noaptea ușilor deschise (1999)